# The Ghost Inside
The Ghost Inside est un groupe de metalcore américain, originaire de Los Angeles, en Californie. Formé en 2004, le groupe comprend actuellement le chanteur Jonathan Vigil, les guitaristes Zach Johnson et Chris Davis, le bassiste Jim Riley et le batteur Andrew Tkaczyk. Ils comptent au total un EP et sept albums studio, dont le dernier Searching for Solace, est publié le 19 avril 2024.

## Biographie

### Débuts (2004–2013)
Sous le nom de A Dying Dream, ils publient un EP, Now or Never, au label Frontline Records. Un an plus tard, en 2007, ils signent au label Mediaskare Records, pour lequel ils réenregistrent leur EP qui s'accompagne de chansons bonus. Peu après, ils changent de nom pour The Ghost Inside, et publient leur premier album studio, intitulé Fury and the Fallen Ones. Leur deuxième album, intitulé Returners, est publié le 8 juin 2010 chez Mediaskare Records.
Le 24 février 2011, la séparation mutuelle de KC Stockbridge et The Ghost Inside est annoncée ; Andrew Tkaczyk endossera le rôle de batteur. Andrew est l'ancien batteur de For the Fallen Dreams. Au 10 janvier 2012, le groupe signe avec le label Epitaph.
En 2012, le groupe joue en tête d'affiche de l'Alternative Press Tour avec Miss May I. Leur premier album chez Epitaph, Get What You Give, est produit par le chanteur du groupe A Day to Remember, Jeremy McKinnon et débute 88e du Billboard Top 200. En 2013, le groupe tourne à l'international (notamment avec le groupe portugais Devil in Me) en soutien à l'album, Get What You Give. Le 8 septembre 2014, le groupe publie une nouvelle chanson, Avalanche. Le 17 novembre 2014, leur deuxième album chez Epitaph Records, Dear Youth, est publié, et atteint la 63e place du Billboard Top 200.

### Accident et séparation (2015)
Le 9 janvier 2015, The Ghost Inside annonce sur Facebook sa séparation avec le membre fondateur et guitariste Aaron Brooks, laissant Jonathan Vigil seul membre fondateur du groupe. Dans la matinée du 19 novembre 2015, le bus de tournée du groupe entre en collision avec une semi-remorque vers Mesa, en Arizona, sur l'autoroute 180. Les deux conducteurs sont morts, tandis que les dix passagers ont survécu. Jonathan Vigil, Zach Johnson, Andrew Tkaczyk et deux autres ont été hospitalisés. Le 13 janvier 2016, le chanteur Jonathan Vigil poste son premier message depuis l'accident. Le lendemain, le batteur Andrew Tkaczyk confirme que l'accident lui a fait perdre une jambe, et mis dix jours dans le coma. Le groupe se sépare alors temporairement en 2015.

### Retour (depuis 2019)
Le 6 juin 2020, The Ghost Inside annonce s'être séparé de son bassiste de longue date Jim Riley à la suite d'un commentaire racial qu'il aurait fait en 2015. Dans une interview en septembre 2020, cependant, le groupe affirme qu'il avait réintégré Riley après avoir déterminé que c'était la « mauvaise décision » de l'écarter du groupe.
En 2021, alors que la pandémie de Covid-19 commence à s'atténuer, le groupe remonte sur scène le 28 août à Worcester, dans le Massachusetts. C'est la première fois que les chansons de leur album éponyme sont jouées. Ils prévoient également de se produire au Blue Ridge Rock Festival en Virginie et au Riot Fest à Chicago après leur date au Palladium. Le groupe doit revenir au So What! Music Festival à Dallas, au Texas, le week-end du Memorial Day 2022, puis au Royaume-Uni et en Europe pour des concerts à l'été 2022.

## Membres

### Membres actuels
- Jonathan Vigil - chant (depuis 2004)
- Zach Johnson - guitare solo (depuis 2015), guitare rythmique (2008–2016)
- Andrew Tkaczyk - batterie (depuis 2011)
- Chris Davis – guitare rythmique (depuis 2016 ; tournées en 2015–2016)
- Jim Riley - basse, chœurs (2009–2018, depuis 2020)

### Anciens membres
- Ryan Romero – guitare (2004–2006)
- Josh Navarro – guitare (2004–2006)
- Anthony Rivera – batterie (2004–2006)
- Tyler Watamanuk – basse (2004–2008)
- Soyer Cole – guitare rythmique (2006–2008)
- Garrett Harer – basse (2008–2009)
- KC Stockbridge – batterie, percussions (2006–2011)
- Aaron Brooks – guitare solo, chœurs (2004–2015)

## Discographie
- 2006 : Now or Never (sous le nom A Lying Dream)
- 2008 : Fury and the Fallen Ones
- 2010 : Returners
- 2012 : Get What You Give
- 2014 : Dear Youth
- 2020 : The Ghost Inside
- 2021 : Rise from the ashes : Live at The Shrine
- 2024: Searching for Solace